# 赫拉·拉希尼雅神廟

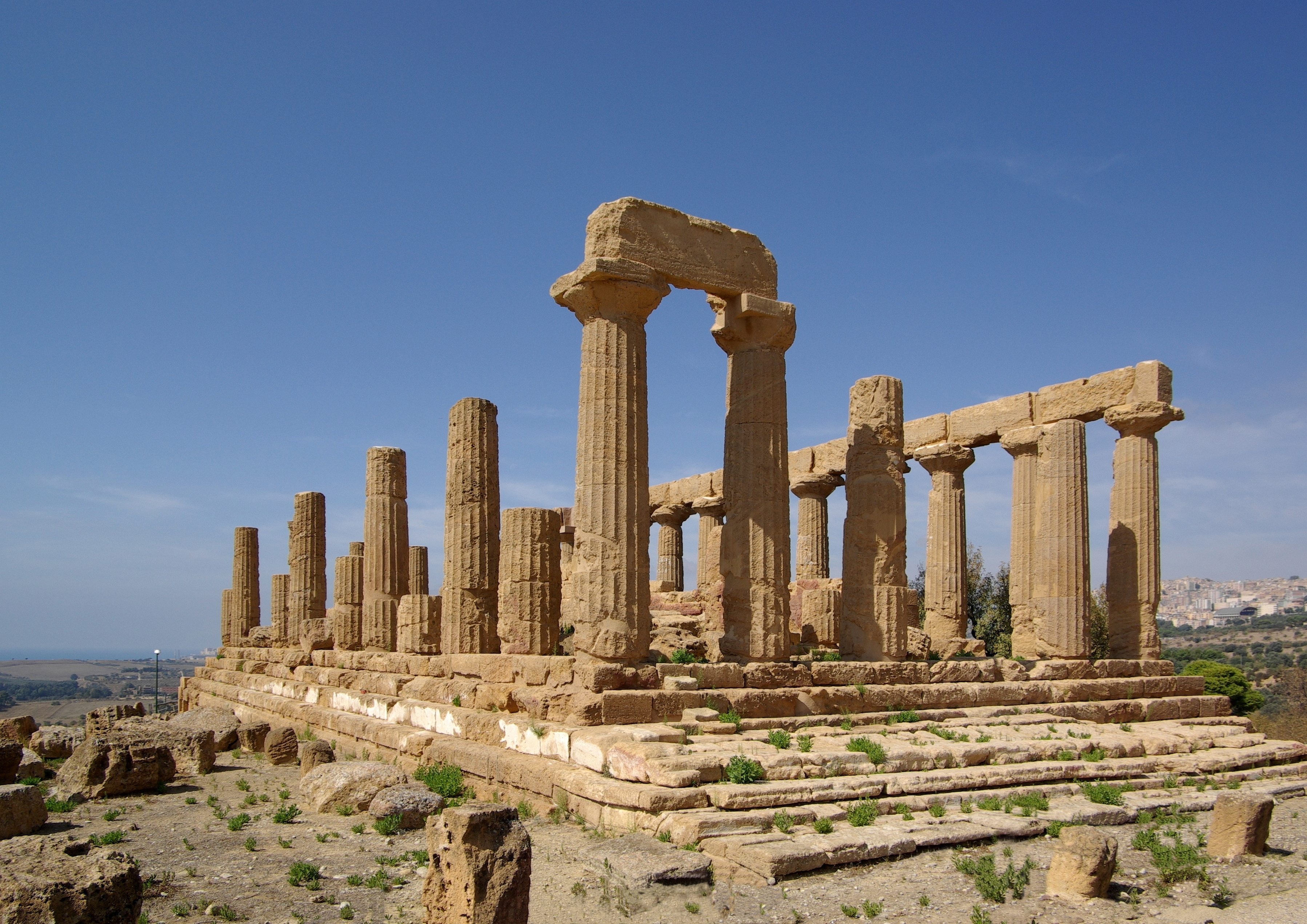
赫拉·拉希尼雅神廟

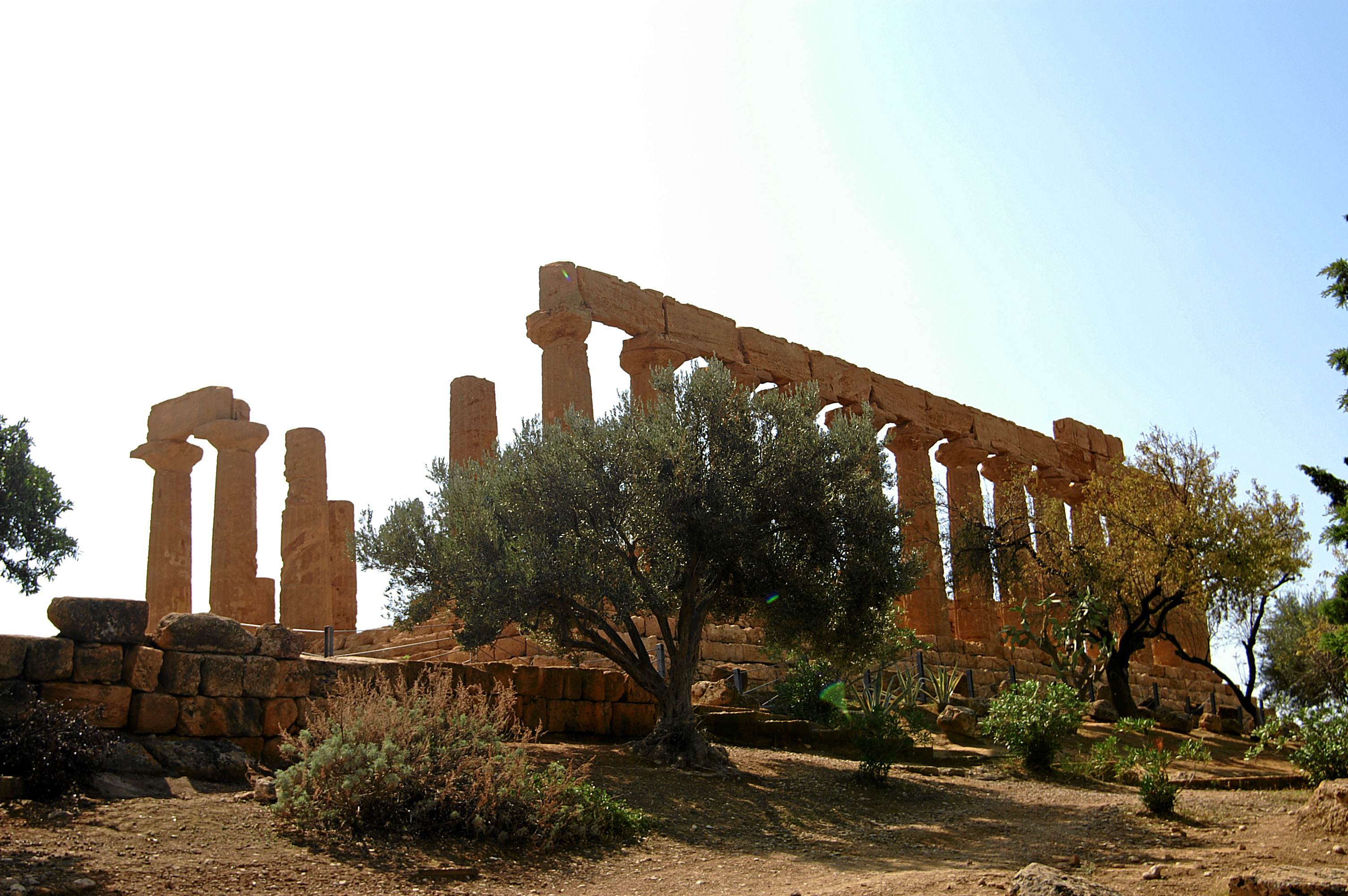
另一个视角的赫拉神庙

赫拉·拉希尼雅神廟(Temple of Hera Lacinia)，也被称为神庙D，是一座位於義大利西西里大區阿格里真托市神殿之谷的古希臘神廟。這座神廟始建於西元前5世紀中期，在神庙遗址上发现了被大火焚烧的痕迹，应该是公元前406年迦太基人包围阿克拉加斯(即古希腊时期的阿格里真托)时纵火焚烧并破坏了了该神庙。当西西里成为罗马帝国的一个行省之后，罗马人重建了赫拉神庙并把神庙原本的砖瓦屋顶换成了大理石的屋顶，这使得神庙东侧比原来更倾斜了一些。神廟最初是獻給希臘神话中的天后赫拉的，在罗马帝国时期重新修复后，神庙被重新献给罗马神话中的天后朱诺。如果在4至5世紀時仍在使用，這座神廟应该在罗马帝国末期对异教徒的迫害当中关闭。

## 描述

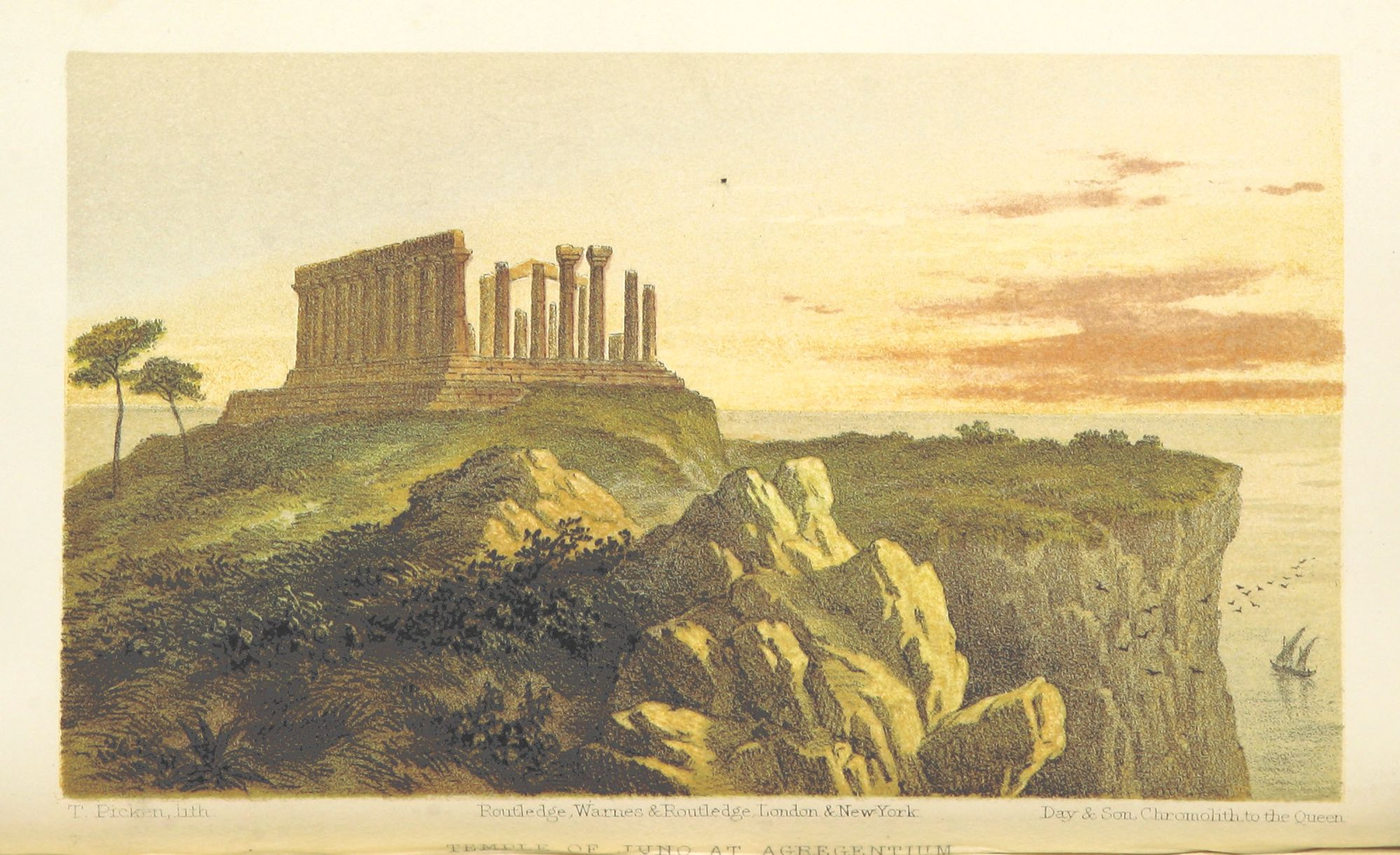
1859年时的赫拉神庙

赫拉神庙采用的是六柱围柱式的结构，长38.15米，宽16.90米，它的规模和神殿之谷中的另外一座神庙协和神庙基本一致。神庙前侧的柱子做了卷杀处理，整体柱廊拥有34根高达6.44米的柱子，这些柱子都矗立在一处有四级阶梯的底座上，神庙东侧保留有一处古代祭坛的遗迹。
神庙内部有着一个没有被内部柱廊环绕的内殿，内殿两旁有一对壁角柱。内殿前后是两个完全对称的前殿和后殿，前殿和后殿的两侧各有一对柱子。在前殿和内殿之间发现了两段楼梯，这两段楼梯可能是为了检查神庙屋顶的情况，也有可能是为了其他的宗教用途，它们把前殿和内殿完好地分隔开来。
神庙的保存状况在神殿之谷中算是较好的，神庙北侧的额枋和一部分饰带被完整地保存下来，但另外三侧只有些许幸存。这三侧中有4根柱子完全消失，9根柱子严重损坏。神庙的内殿保留下来了一些地基和外墙的遗迹。从18世纪起，人们就对这座神庙开展了复原工作，现在游客们看到的是复原后的结果。